# Dayrolles Eveleigh-de-Moleyns (4e baron Ventry)
Dayrolles Blakeney Eveleigh-de-Moleyns (22 janvier 1828-8 février 1914), est un pair héréditaire irlandais, élu en tant que pair représentatif en 1871.

## Biographie
Lord Ventry est le fils de Thomas de Moleyns (3e baron Ventry). En 1860, il épouse Harriet, fille d'Andrew Wauchope de Niddrie Marischal. Ils ont cinq fils et quatre filles.
- Mildred Rose Evelyn Eveleigh-de Moleyns (décédée le 11 octobre 1949); elle épouse Alexander Fuller-Acland-Hood (1er baron St Audries).
- Maud Helen Eveleigh-de Moleyns (décédée le 29 juillet 1934); elle épouse John Gretton, 1er baron Gretton.
- Lieutenant-colonel. Frederick Rossmore Wauchope Eveleigh-de Moleyns, 5e baron Ventry (11 décembre 1861-22 septembre 1923)
- Frances Elizabeth Sarah Eveleigh-de Moleyns (30 décembre 1862 - 8 juillet 1939), qui épouse Henry Francis Conyngham, 4e marquis Conyngham, et a sept enfants. Elle se remarie avec le major John Russell Bedford Cameron et a une fille, Gretta.
- Arthur William Eveleigh-de Moleyns, 6e baron Ventry (6 avril 1864 - 6 juillet 1936); épouse Evelyn Muriel Stuart Daubeny. Ils ont deux fils et une fille
- Hersey Alice Eveleigh-de Moleyns (31 mars 1867 - 3 avril 1937); elle épouse John Hope, 1er marquis de Linlithgow.
- Edward Dayrolles Eveleigh-de Moleyns (31 mai 1871 - 7 juillet 1930); célibataire.
- Richard Andrew Eveleigh-de Moleyns (13 juin 1874 - juillet 1917)
- John Gilbert Eveleigh-de Moleyns (27 mai 1878 - 4 janvier 1928); épouse Marguerite Noon.